# Neurolakis
Neurolakis là một chi thực vật có hoa trong họ Cúc (Asteraceae).

## Loài
Chi Neurolakis gồm các loài: